# آيت حنو عدي سيدي لحسن (آيت إيكو)
آيت حنو عدي سيدي لحسن هي إحدى مشيخات المملكة المغربية، تتبع جغرافيا لإقليم الخميسات وإداريًا لآيت إيكو. يقدر عدد سكانها بـ 2659 نسمة حسب الإحصاء الرسمي للسكان والسكنى لسنة 2004.